# Karl Haehser

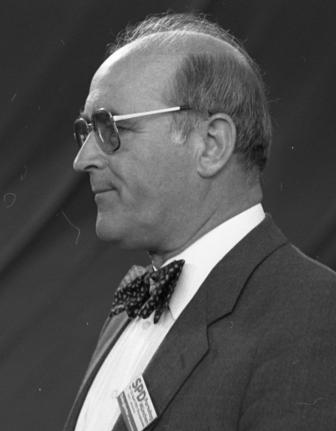
Karl Haehser (1982)

Karl Haehser (* 31. März 1928 in Bendorf-Sayn; † 11. Oktober 2012 in Trier) war ein deutscher Politiker (SPD).
Er war von 1974 bis 1982 Parlamentarischer Staatssekretär beim Bundesminister der Finanzen.

## Leben und Beruf
Haehser war römisch-katholisch. Von 1942 bis 1945 besuchte er die staatliche Lehrerbildungsanstalt in Sinzig. Nach dem Zweiten Weltkrieg war er jedoch zunächst als Hilfsarbeiter tätig, bevor er 1947 Angestellter der SPD-Koblenz wurde. 1949 wurde er hauptamtlicher Jugendsekretär des SPD-Bezirks Rheinland/Hessen-Nassau. Ein Jahr später übernahm er die Geschäftsführung des SPD-Bezirks Trier.
Von 1956 bis 1965 war Haehser Mitglied des Verwaltungsrates der Stadtsparkasse Trier. Außerdem war er Mitglied des Rundfunkrates des Südwestfunks. Von 1973 bis 1983 gehörte er dem Aufsichtsrat der Salzgitter AG an, deren Aufsichtsratsvorsitzender er seit 1974 war. Von 1986 bis 1995 war er stellvertretender Verwaltungsratsvorsitzender der Deutschen Welle.

## Partei
1946 trat Haehser der SPD bei. Von 1962 bis 1964 war er Landesvorsitzender der Jungsozialisten in Rheinland-Pfalz. Dem Bezirksverband Trier der SPD stand er von 1967 bis 1986 vor. Seine Korrespondenz aus dem Zeitraum 1956 bis 2005 befindet sich im Archiv der sozialen Demokratie. Er erfand zusammen mit Peter Würtz den fiktiven Politiker Jakob Maria Mierscheid.

## Abgeordneter
Haehser war von 1955 bis 1965 Abgeordneter des rheinland-pfälzischen Landtages und dort Vorsitzender des Grenzlandausschusses. Von 1960 bis 1969 gehörte er dem Stadtrat von Trier an.
Von 1965 bis 1987 war er Mitglied des Deutschen Bundestages. Hier war er von 1969 bis 1972 Vorsitzender des Rechnungsprüfungsausschusses und von 1972 bis 1974 stellvertretender Vorsitzender des Haushaltsausschusses. Haehser war von 1983 bis 1987 Mitglied des Vorstandes der SPD-Bundestagsfraktion. Er zog stets über die Landesliste Rheinland-Pfalz in den Bundestag ein.

## Öffentliche Ämter
Am 1. April 1974 wurde er als Parlamentarischer Staatssekretär beim Bundesminister der Finanzen in die von Bundeskanzler Willy Brandt und dann ab Mai 1974 von Helmut Schmidt geführte Bundesregierung berufen. Nach der Wahl von Helmut Kohl zum Bundeskanzler schied Haehser am 4. Oktober 1982 aus dem Amt.

## Ehrungen
- 1976: Verdienstkreuz 1. Klasse der Bundesrepublik Deutschland
- 1978: Großes Verdienstkreuz der Bundesrepublik Deutschland[3]
- 1986: Großes Verdienstkreuz mit Stern der Bundesrepublik Deutschland
- 1987: Großes Goldenes Ehrenzeichen für Verdienste um die Republik Österreich[4]